# Joseph Piller
Pour les articles homonymes, voir Piller.
Joseph Piller, né le 31 juillet 1890 à Fribourg et mort le 14 février 1954 dans la même ville, est une personnalité politique suisse.

## Sources
- Georges Andrey, John Clerc, Jean-Pierre Dorand et Nicolas Gex, Le Conseil d’État fribourgeois : 1848-2011 : son histoire, son organisation, ses membres, Fribourg, Éditions La Sarine, 2012, 143 p. (ISBN 978-2-88355-153-4, lire en ligne), p. 75 et 76
- La Liberté des 7 décembre 1946 et 5 février 1990
- Journal de Genève du 15 février 1954
- Tract électoral de 1951 (élections fédérales)
- Annuaire des autorités fédérales
- Article Joseph Piller dans le Dictionnaire historique de la Suisse en ligne.